# Pace di Monzón

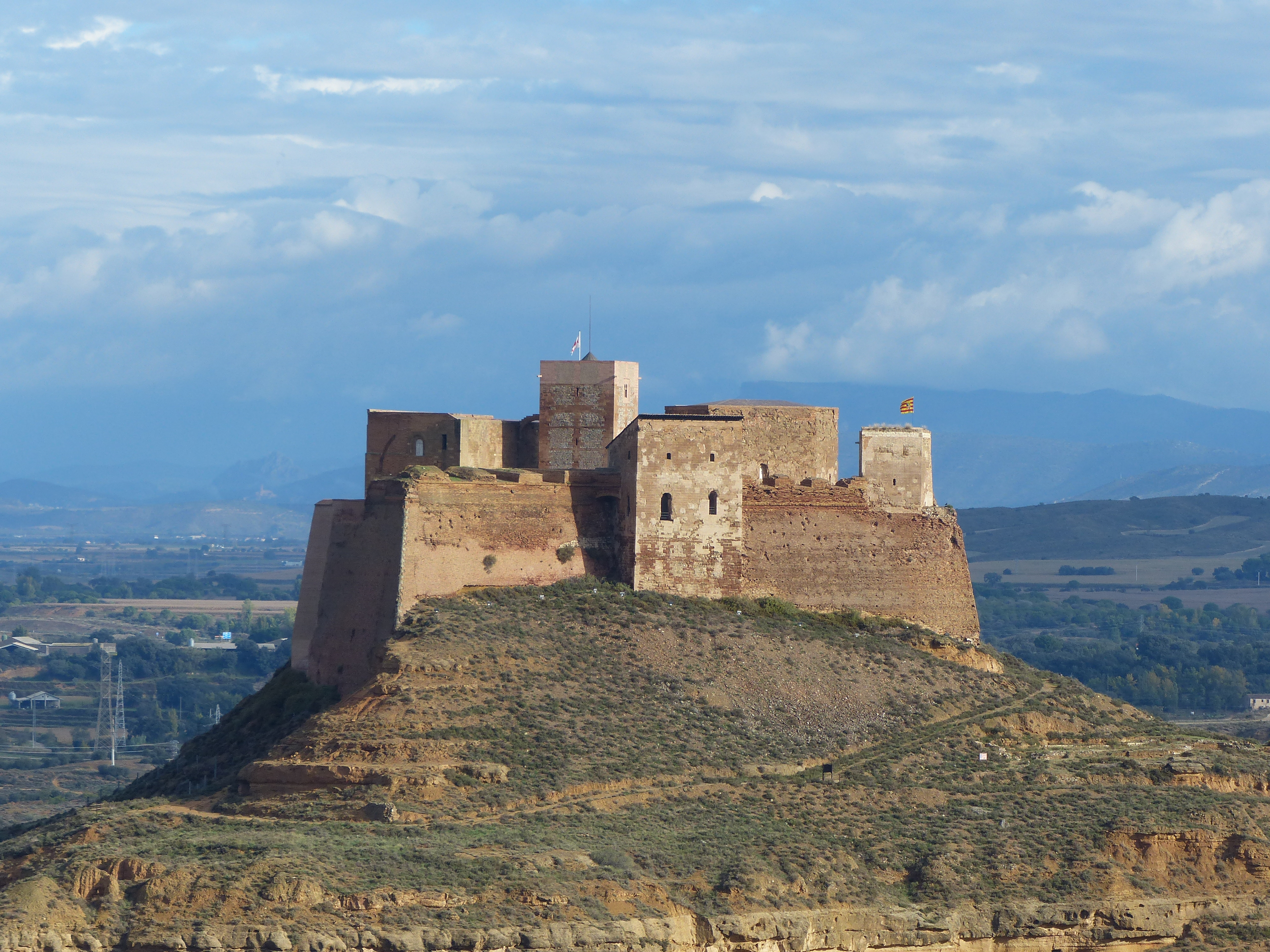
Il castello di Monzón, in Aragona

La pace di Monzón fu stipulata tra Francia e Spagna il 5 marzo 1626 e pose fine alla guerra di Valtellina verificatasi tra i due stati a proposito del controllo dei passi alpini verso l'Impero; tale disputa si inserì nel corso di quella serie di conflitti, con alla base questioni religiose e politiche, che presero il nome di Guerra dei trent'anni.

## Il trattato

### La datazione e il nome
Le trattative tra le due parti avvennero a cavallo dei mesi di febbraio e di marzo del 1626 e si conclusero con la firma del trattato nel mese di aprile, anche se per la datazione ufficiale del documento è posta la data del 5 marzo.

### La disputa
La questione, che si colloca all'interno della serie di vicende costituenti la Guerra dei trent'anni, nacque dal tentativo di interrompere i collegamenti tra i domini dei due rami della Casa d'Asburgo. Le comunicazioni tra Austria e Spagna, e tra Spagna e Impero, passavano per quella che viene detta strada spagnola, da Genova attraverso le Alpi fino all'Austria ad est e ai Paesi Bassi a nord. In particolare il ducato di Milano, sotto dominio spagnolo, e il Tirolo austriaco erano collegati dalla strada che percorreva la Valtellina. I francesi e la Repubblica di Venezia avevano notevole interesse a bloccare questa comunicazione; i tentativi di ostacolare gli Asburgo portarono ad una serie di scontri e dispute che avrebbero occupato tutta la decade tra il 1618 e il 1628 e si sarebbero protratte anche in seguito.
La Francia decise di fornire appoggio strategico ed economico a vari stati italiani con l'obiettivo di indebolire e rendere malsicuro il controllo spagnolo di Milano e quindi minare tutta la politica asburgica in Europa.
Una serie di battaglie in Liguria con l'intento di conquistare Genova e spartirsi il territorio tra Francia e ducato di Savoia non vide l'appoggio di Venezia, convinta che un attacco diretto agli Asburgo fosse controproducente, e maggiormente interessata ad indebolirne gli interessi economici.

### La questione valtellinese
Essendo la Valtellina crocevia degli spostamenti di merci, truppe e informazioni tra le due corone asburgiche, essa divenne l'obiettivo di notevoli sforzi politici, diplomatici e bellici, compiuti dalle potenze interessate allo scopo di assicurarsene il controllo.
La Valtellina si trovava sotto il dominio dei Grigioni, che, possedendo una terra decisamente meno fertile, aspiravano ad impadronirsi della valle; essi iniziarono il loro processo di espansione imponendo una forza di occupazione, tributi fiscali, la nomina di magistrati locali e appoggiando l'espandersi nella zona della riforma protestante, in particolare di confessione zwingliana, cui parte della popolazione dei Grigioni aveva aderito.
I valtellinesi, appoggiati dagli spagnoli, tentarono di ostacolare l'espansione dei Grigioni per mezzo di evangelizzazioni e tentativi di conversione al cattolicesimo intrapresi dei frati cappuccini inviati dal vescovo di Milano; questo porto ad un inasprimento della questione religiosa, che portò a processi per eresia da ambo le parti e a tentativi di proselitismo appoggiati dal vescovo di Milano per i cattolici e di Coira per i riformati.
Il duca di Feria, allora governatore di Milano, inviò truppe in appoggio ai cattolici; tale azione ebbe come immediata conseguenza il massacro degli abitanti dei Grigioni e di quanti in Valtellina avevano abbracciato la riforma; questo fatto, accaduto nella notte del 19-20 luglio 1620, è conosciuto con come Sacro Macello di Valtellina e vi perirono all'incirca 600 persone.
A seguito del massacro, il duca di Feria impose una pacificazione forzata, imponendo il diritto passaggio degli spagnoli attraverso il territorio e il ripristino della fede cattolica in Valtellina; quest'ultima sarebbe rimasta sotto il controllo spagnolo per 8 anni; tale accordo non venne tuttavia rispettato, e le forze asburgiche rioccuparono militarmente l'area riportando la Valtellina sotto il dominio asburgico.

### La soluzione di Richelieu

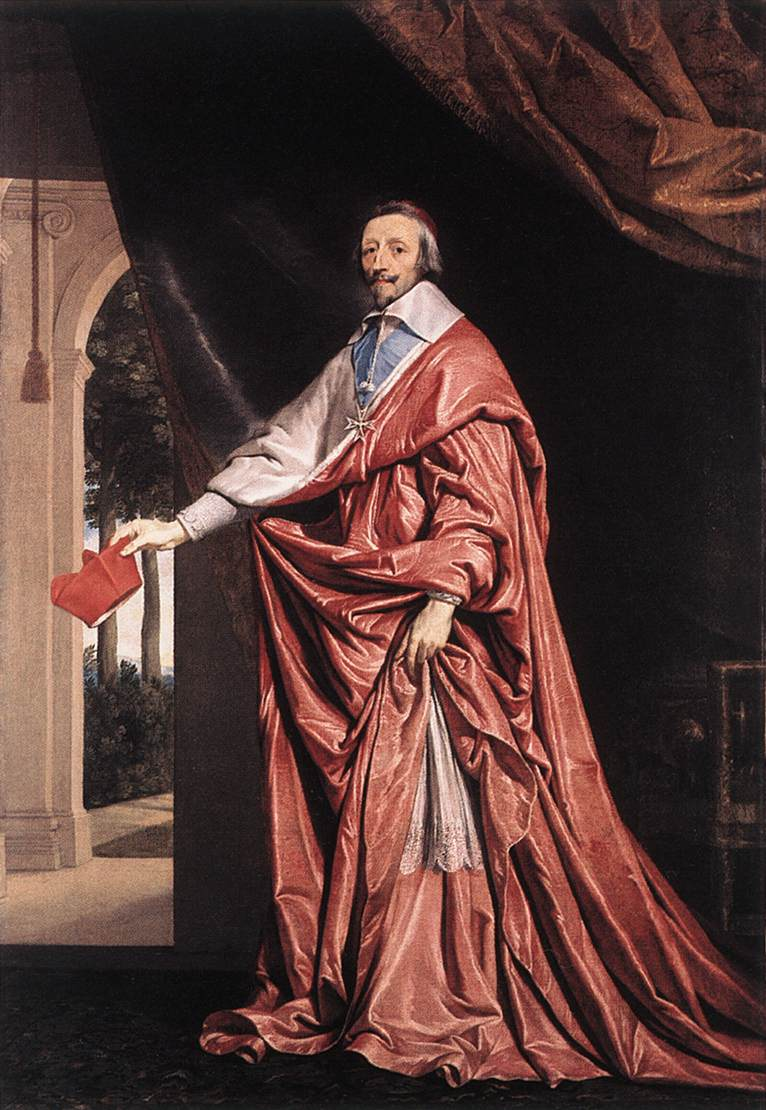
Il cardinale Richelieu era, al tempo della firma del trattato, il governante di fatto della Francia

La Francia, Venezia e il Ducato di Savoia non tollerarono questa soluzione unilaterale presa dalle forze asburgiche. Il Cardinale Richelieu riuscì a mettere in discussione la questione dell'egemonia asburgica del nord Italia, e i suoi alleati erano pronti a spartirsi i vari territori spagnoli e a ridare ai Grigioni l'autorità sulla Valtellina, ma Richelieu non volle attaccare; conscio della impreparazione della Francia ad una guerra europea e impegnato con la difficile questione interna degli Ugonotti (riformati come i Grigioni), preferì invece ricercare accordi segreti con la Spagna per risolvere la questione diplomaticamente. Questo modo di procedere offriva più possibilità di guadagno ai francesi ma scontentava gli alleati italiani.

### I patti
Con la firma del trattato la Valtellina ritornava sotto il dominio dei grigioni che ne permettevano il culto cattolico in cambio di un tributo annuo. I magistrati venivano eletti dai valtellinesi e approvati dai grigioni. La fortezze passavano sotto il controllo del papa che provvedeva alla loro demolizione. Finivano le ostilità tra le parti (Francia e Spagna) ad anche tra i loro alleati entro 4 mesi, eventualmente costringendoli con la forza.

### Gli sviluppi
La Francia ottenne un risultato vantaggioso per il fatto che la Valtellina ritornasse sotto il controllo dei Grigioni ma l'esercito spagnolo, anche grazie alla complicità delle forze di occupazione pontificie, riuscì a mantenere le sue posizioni in Valtellina fino al 1639. Come risultato le ostilità tra Francia e Spagna sarebbero riprese di lì a poco, questa volta per il possesso del Monferrato e del Ducato di Mantova, e sarebbero poi sfociate nel 1635 nell'intervento francese nella Guerra dei trent'anni; il conflitto tra i due stati sarebbe proseguito oltre la fine della guerra stessa, terminando solo con la pace dei Pirenei del 1659.
Dal punto di vista locale, il trattato di Monzón rappresentò un primo passo nel lento processo di allontanamento della Valtellina dalla Confederazione Elvetica.